# Myrcia obumbrans
Myrcia obumbrans är en myrtenväxtart som först beskrevs av Otto Karl Berg, och fick sitt nu gällande namn av Mcvaugh. Myrcia obumbrans ingår i släktet Myrcia och familjen myrtenväxter. Inga underarter finns listade i Catalogue of Life.